# Sadik
Sadik è un personaggio dei fumetti neri creato nel 1965 da Nino Cannata nato sulla scia del successo di Diabolik e protagonista di tre serie pubblicate fra il 1965 e il 1967 edite in formato tascabile. Esordì vendendo centomila copie in pochi giorni, ma l'editore ne sospese la pubblicazione dopo soli due numeri, preoccupato dei numerosi sequestri di allora per quel tipo di pubblicazioni. Il personaggio dopo qualche mese venne rilevato da altri editori, che ne modificarono le caratteristiche.

## Caratterizzazione del personaggio
È inizialmente un assassino e criminale senza scrupoli ma poi, su richiesta dell'editore Renato Bianconi, diventa un giustiziere di altri criminali che ritiene meritevoli di morte immediata: «Se la mia strada è costellata di cadaveri è solo perché io anticipo la giustizia degli uomini»; le sue vittime infatti sono «criminali incalliti che, prima o poi, sarebbero caduti sotto la mano del boia». Indossa una calzamaglia blu, resa imperforabile se immersa in un prodotto chimico segreto di sua invenzione.

## Storia editoriale
Il personaggio nacque sulla scia del successo di Diabolik, un fumetto del genere nero ispirato ai romanzi d'appendice francesi, come Fantomas e altri romanzi a puntate, simile sia nel nome, per la presenza della lettera K (come molti altri fumetti neri del periodo, primi fa tutti Satanik e Kriminal), sia nella struttura: è infatti, come Diabolik, un criminale con una compagna complice bionda, Loona, e un antagonista buono, un ispettore di polizia, Eddy Castle, ispirato all'attore Eddie Constantine. Diversamente dai personaggi creati sulla falsariga Diabolik, Sadik venne realizzato con maggior cura: Nino Cannata, uno dei pochi sceneggiatori professionisti dell'epoca, realizzò un prodotto con buoni dialoghi e validi schemi narrativi; all'ideazione grafica provvide il disegnatore Giancarlo Agnello, poi affiancato da altri disegnatori.
La serie esordì a marzo del 1965, pubblicata da Ugo Del Buono Editore, con una tiratura di centomila copie del primo numero, che andarono esaurite in edicola. Nonostante questo successo, tuttavia, l'editore sospese le pubblicazioni, preoccupato dall'attenzione della magistratura e dai numerosi sequestri di cui erano state vittime pubblicazioni simili, definite violente e diseducative. La serie venne quindi ripresa dopo qualche mese da Edizioni Antares, che ne modificò le caratteristiche iniziali e la pubblicò fino al 1966 con andamento discontinuo, in quanto, per timore dei sequestri dettati dai temi troppo audaci, si verificarono ritardi nella pubblicazione per via delle revisioni delle sceneggiature; fino a quando, nel 1966, la serie venne rilevata dalle Edizioni Alhambra di Renato Bianconi, che la pubblicherà fino al 1967. In tutto vennero pubblicati 62 numeri dal marzo 1965 al marzo 1967, divisi in tre serie: la Gialla, di 12 numeri; la Rossa, di 5; e la Diamante, di 45. Le storie furono ideate e sceneggiate da Nino Cannata e disegnate da Giancarlo Agnello, al quale si alternarono Camillo Zuffi, Ennio Missaglia, Clario Onesti, Victor Hugo Arias ed Emilio Uberti.
Dopo la sospensione delle pubblicazioni, si ebbe una prima ristampa nel 1971, edita dalle Edizioni Alhambra (22 numeri), e, nel 1989, una seconda, delle Edizioni Bianconi (10 numeri). Nel 2008, in occasione di una fiera del fumetto di Milano, ne venne pubblicato un albo speciale inedito, scritto sempre da Nino Cannata e disegnato da Beniamino Del Vecchio.

## Elenco
Dal 1965 al 1967 vennero pubblicati 62 numeri divisi in tre serie:
- Serie I o Gialla: dal n. 1 (Marzo 1965) al n. 12 (Gennaio 1966), pubblicata dalla Ugo Dal Buono Editore fino al numero 2 e poi dalle Edizioni Antares[11].
- Serie II o Rossa: dal n. 1 (Gennaio 1966) al n. 5 (Marzo 1966), pubblicata dalle Edizioni Antares[11].
- Serie III o Diamante: dal n. 1 (Marzo 1966) al n. 45 (Dicembre 1967), pubblicata dalle Edizioni Alhambra[11].

### Prima serie
La prima serie è composta di dodici albi pubblicati dalla Ugo Dal Buono Editore fino al numero 2 e dalle Edizioni Antares fino a conclusione.
| 1  | Il castello del terrore  | 10 marzo 1965    |
| 2  | Il mistero del bonzo     | Aprile 1965      |
| 3  | Terrore in Africa        | Giugno 1965      |
| 4  | Il diamante insanguinato | Luglio 1965      |
| 5  | Il mosaico della morte   | Agosto 1965      |
| 6  | L'impossibile rapina     | Settembre 1965   |
| 7  | Le Olimpiadi del delitto | Ottobre 1965     |
| 8  | La vendetta di Sadik     | Novembre 1965    |
| 9  | Operazione Z4            |                  |
| 10 | Poker di cadaveri        |                  |
| 11 | Le schiave bianche       | 30 dicembre 1965 |
| 12 | La cattura di Sadik      | 13 gennaio 1966  |

### Seconda serie
La seconda serie è formata di 5 volumi:
| 1 | Senza scampo!         | 14 gennaio 1966  |
| 2 | Pista mortale         | 28 gennaio 1966  |
| 3 | Il mostro di New York | 11 febbraio 1966 |
| 4 | Il serpente d'argento | 4 marzo 1966     |
| 5 | Sangue all'alba       | 18 marzo 1966    |

### Terza serie
La terza serie si compone di 45 volumi quattordicinali (Il n. 17 [Novembre '66], Doppio gioco, venne sequestrato, mentre il n. 46, La Grande Sfida, venne annunciato ma mai pubblicato):
| 1 - Il grande rischio            |
| 2 - Il segreto del disco         |
| 3 - Senza respiro                |
| 4 - Colpo grosso                 |
| 5 - Una bionda tutta d'oro       |
| 6 - La mummia                    |
| 7 - Violenza ai tropici          |
| 8 - La preda rossa               |
| 9 - Tre cadaveri per Castle      |
| 10 - Sul filo del rasoio         |
| 11 - Così muore Sadik            |
| 12 - Quota 3000                  |
| 13 - Il cadavere accusa          |
| 14 - Diamanti che scottano       |
| 15 - La notte dei lupi           |
| 16 - Falsari si muore            |
| 17 - Doppio gioco                |
| 18 - Troppo bella per vivere     |
| 19 - Oro rovente                 |
| 20 - Un tesoro in Sicilia        |
| 21 - Prendetelo morto            |
| 22 - Delitti a catena            |
| 23 - Gimkana di morte            |
| 24 - Il papiro delle streghe     |
| 25 - La morte addosso            |
| 26 - Morire per credere          |
| 27 - Il mistero dell'impiccato   |
| 28 - Il cerchio di fuoco         |
| 29 - Ricatto al flash            |
| 30 - Requiem per una gang        |
| 31 - S.O.S. Interpol             |
| 32 - Dollari maledetti           |
| 33 - A las cinco de la tarde     |
| 34 - L'uomo dei dollari          |
| 35 - Cavallo perdente            |
| 36 - L'artiglio d'acciaio        |
| 37 - La tomba di ghiaccio        |
| 38 - Ricatto infernale           |
| 39 - Operazione morte            |
| 40 - Colpo alla Mecca            |
| 41 - La notte è fatta per morire |
| 42 - La scogliera della morte    |
| 43 - Nel nome della vendetta     |
| 44 - Illecito traffico           |
| 45 - Un uomo d'onore             |

### Ristampe
Cobra
Serie di 6 volumi pubblicata dalle Edizioni Alhambra da settembre 1968 a febbraio 1969; la serie consiste nella ristampa di alcuni episodi della prima serie di Sadik (1965) e include, in appendice, le avventure inedite di Spiderman.
1. Ricatto dall'oltretomba
2. Un Budda per morire
3. L'impossibile rapina
4. Inesorabile vendetta
5. La morte del re del crimine
6. La statua d'oro

SADIK il nuovo giallo a fumetti (1971-1972)
Serie di 22 volumi pubblicata dalle Edizioni Alhambra da gennaio 1971 a ottobre 1972; è una ristampa di storie della terza serie (Diamante), con nuove copertine realizzate da Floriano Bozzi (n. 1) e da Victor Hugo Arias (dal n. 2 al n. 22):
| #  | Titolo                      | Numero serie originale |
| 1  | “Violenza ai tropici”       | 7                      |
| 2  | “Sul filo del rasoio”       | 10                     |
| 3  | “Un tesoro in Sicilia”      | 20                     |
| 4  | “Delitti a catena”          | 22                     |
| 5  | “La notte dei lupi”         | 15                     |
| 6  | “Quota 3000”                | 12                     |
| 7  | “Una bionda tutta d’oro”    | 5                      |
| 8  | “Diamanti che scottano”     | 14                     |
| 9  | “Doppio gioco”              | 17                     |
| 10 | “Oro rovente”               | 19                     |
| 11 | “Ricatto al flash”          | 29                     |
| 12 | “Il papiro delle streghe”   | 24                     |
| 13 | “La morte addosso”          | 25                     |
| 14 | “Notte per morire”          | 41                     |
| 15 | “L’artiglio d’acciaio”      | 36                     |
| 16 | “La tomba di ghiaccio”      | 37                     |
| 17 | “La mummia”                 | 6                      |
| 18 | “Il mistero dell’impiccato” | 27                     |
| 19 | “Cavallo perdente”          | 35                     |
| 20 | “Morire per credere”        | 26                     |
| 21 | “Colpo alla Mecca”          | 40                     |
| 22 | “Falsari si muore”          | 16                     |

SADIK il nuovo giallo a fumetti (1989-1990)
Serie di 10 volumi pubblicata dalle Edizioni Bianconi da luglio 1989 a aprile 1990; ristampa avventure tratte dalla terza serie ("Diamante") con le stesse copertine dell'edizione del 1971.
| #  | Titolo                  | numero serie originale |
| 1  | “Un tesoro a Cipro”     | 20                     |
| 2  | “Delitti a catena”      | 22                     |
| 3  | “La notte dei lupi”     | 15                     |
| 4  | “Quota 3000”            | 12                     |
| 5  | “Diamanti che scottano” | 14                     |
| 6  | “Oro rovente”           | 19                     |
| 7  | “Ricatto al flash”      | 29                     |
| 8  | “Doppio gioco”          | 17                     |
| 9  | “Notte per morire”      |                        |
| 10 | “La tomba di ghiaccio”  |                        |

## Altri media

### Cinema
- Sadik ha ispirato l'omonimo episodio diretto da Gian Luigi Polidoro del film Thrilling (1965), in cui Walter Chiari è costretto dalla moglie a camuffarsi da Sadik[15].
- Sadik appare inoltre in una breve sequenza del film collettivo del 1967 Le streghe, nell'episodio Una sera come le altre[senza fonte], firmato da Vittorio De Sica e interpretato da Silvana Mangano e Clint Eastwood.

### Musica
- Una canzone intitolata Sadik è contenuta nell'album d'esordio dei Baustelle: Sussidiario illustrato della giovinezza.

### Fonti
1. 1 2 3 4 5 6 7 8   Sadik, su c4comic.it. URL consultato il 7 novembre 2016 (archiviato dall'url originale il 6 novembre 2016).
2. 1 2 3 4 5 6 7 8 9 10 11 12 13 14 15 16 17   Sadik, su guidafumettoitaliano.com. URL consultato il 7 novembre 2016.
3. ↑   La guida degli epigoni di Diabolik, in afnews.info, 30 dicembre 2012. URL consultato il 17 novembre 2016.
4. ↑   INTERVISTA A NINO CANNATA, su web.tiscali.it. URL consultato il 6 maggio 2019.
5. 1 2  Fonte: Fumettoblog.spot.com (URL consultato il 09-02-2010)
6. 1 2 3   SADIK - Serie I (Gialla), su collezionismofumetti.com. URL consultato il 7 novembre 2016.
7. 1 2   Sadik - prima ristampa, su guidafumettoitaliano.com. URL consultato il 7 novembre 2016.
8. 1 2   Sadik ristampa, su guidafumettoitaliano.com. URL consultato il 7 novembre 2016.
9. ↑   Sadik, su collezionismofumetti.com. URL consultato il 7 novembre 2016.
10. 1 2 3 4 5   Sadik, su lfb.it. URL consultato il 18 novembre 2016.
11. 1 2 3 4 5 6   Ristampe di Sadik, su lfb.it. URL consultato il 18 novembre 2016.
12. ↑   SADIK Serie II (Rossa), su collezionismofumetti.com. URL consultato il 7 novembre 2016.
13. ↑   SADIK serie III (Diamante), su collezionismofumetti.com. URL consultato il 7 novembre 2016.
14. ↑   Cobra (ristampa Sadik), su guidafumettoitaliano.com. URL consultato il 18 novembre 2016.
15. ↑   Thrilling (1965), su mymovies.it. URL consultato il 7 novembre 2016.